# Фридрих фон Мехов
Фридрих Вилхелм Александър фон Мехов (на немски: Friedrich Wilhelm Alexander von Mechow) е пруски армейски офицер, изследовател на Африка.

## Биография

### Произход и военна кариера (1831 – 1874)
Роден е на 9 декември 1831 година в Лаубан, Прусия (днес в Долносилезко войводство, Полша). Завършва кадетския пруски корпус и служи като офицер в пруската армия. Участва в Австрийско-пруско-италианската война през 1866 година и Френско-пруската война през 1870 – 1871 година. В Битката при Вьорт на 6 август 1870 година е тежко ранен. През 1874 година окончателно напуска армейска служба със звание майор.

### Експедиции (1874 – 1881)
През 1873 – 1874 година участва в експедицията на Паул Гюсфелд в Кралство Лоанго (северно от устието на река Конго).
През ноември 1878 година Мехов пристига в Луанда и започва да събира носачи за експедиция към река Кванго, организирана и спонсорирана от германското правителство, но поради болести и трудности при набирането на участници, реализацията ѝ се забавя повече от година. Едва през юни 1880 година експедицията тръгва от Маланже (в Ангола, 9°33′ ю. ш. 16°21′ и. д. / 9.55° ю. ш. 16.35° и. д.) на североизток. Следвайки долината на река Камбо (ляв приток на Кванго) достига до Кванго и на 25 август започва плаване надолу по нея като скоро достига областта на народа баяка. След като прави визита на вожда на племето, Мехов получава разрешение да продължи пътя си по реката. Експедицията не успява да достигне до устието на реката, като е спряна от водопадите Кингуши (5º 06` ю.ш.), където съпровождащите го африканци отказват да пренесат лодката в обход на праговете и бързеите, опасяващи се от нападения на местните жители. По пътя дотам Мехов открива по течението на реката водопадите Вилхелм, Франц-Йосиф и Луиш. През февруари 1881 година експедицията се завръща в Маланже.
Експедицията събира голямо количество етнографски колекции, отбрани екземпляри от животни и птици, които през 1882 г. са доставени в Берлин. Същата година трудът му „Kartenwerk meiner Kuango-Expedition“ е публикуван в „Трудове на Берлинското дружество по земеделие“, а малко по-късно е издадена съставената от него карта на река Кванго в необичайно едър за Централна Африка мащаб – 1:81 200.